# Josée Lavigueur
 (juillet 2012).
Si vous disposez d'ouvrages ou d'articles de référence ou si vous connaissez des sites web de qualité traitant du thème abordé ici, merci de compléter l'article en donnant les références utiles à sa vérifiabilité et en les liant à la section « Notes et références ».
Josée Lavigueur est une professeur d'éducation physique et sportive et conférencière québécoise, reconnue pour ses DVD et livres d'entraînement.
Conférencière et chroniqueuse populaire, elle est aussi impliquée dans l'organisme « Opération Enfant Soleil ».
En 2020, elle totalise 600 000 DVD vendu et cinq livres publié, dont un best-seller.

## Biographie
Figure emblématique de la santé au Québec, Josée Lavigueur a longtemps été la porte-parole d’Énergie Cardio. Elle est instructeur de cours en groupe depuis 30 ans.[réf. nécessaire]
Josée Lavigueur possède une formation de danseuse classique, moderne et jazz et un baccalauréat en éducation physique de l’Université de Montréal.
En 1985, elle devient professeur d’aérobie et formatrice. Elle parvient à se hisser aux Championnats canadiens de 1986 où elle décroche la médaille d’or en aérobie sportive. Déjà à cette époque, elle enseigne l’éducation physique au Cégep de Saint Laurent où elle restera 6 ans, soit jusqu’en 1994. Elle obtient également une charge de cours à l’Université de Montréal à partir de 1992, charge qu’elle conservera jusqu’en 1998.
De 1994 à 1999, elle apparaît à la télévision, d’abord comme coanimatrice du Reebok Carribean Workout à TSN  et, à la même époque, au Montreal Today diffusé sur les ondes de CFCF. Dès lors, les expériences télé se multiplient. Elle anime ainsi Rendez-vous Reebok sur RDS pendant cinq saisons consécutives à partir de 1996, puis En forme avec Josée Lavigueur en 1999/2000, sur TVA. Son enthousiasme, son dynamisme et sa capacité à vulgariser les questions relatives à la santé font d’elle une personne ressource recherchée.
Elle devient donc une collaboratrice régulière de l’émission matinale Salut Bonjour! (TVA). On la voit également co-animer l’émission Josée, Gaston et Cie avec Gaston L’Heureux en 2001 et 2002, et Facteur de risques (Fear Factor) à TVA en 2004 et 2005 tournée en Argentine. On requiert également ses services comme animatrice de Tonus (TVA) et est impliquée avec téléthon Opération enfant soleil depuis 2005. Elle est également de la saison 2006-2007 de la quotidienne Tout simplement Clodine et de la troisième édition de Star Académie où elle est professeur de conditionnement physique. Elle a aussi chanté All that Jazz à  L’heure de Gloire en 2005, pour obtenir le meilleur résultat de la soirée.  Enfin, lors de la saison 2006-2007 de l’émission Le match des étoiles, elle décroche le titre de championne ex aequo.
À travers ces multiples expériences, elle trouve le temps de travailler à la radio pour divers mandats :  en 2000-2001, à Cité Rock Détente en 2003-2004, au 98.5fm (émission d’Isabelle Maréchal), de tourner quelques réclames publicitaires et d’être porte-parole pour différentes entreprises et causes qui lui tiennent à cœur, dont Énergie Cardio. Elle publie également des chroniques dans le cahier Santé de La Presse du dimanche entre 2000 et 2004, et une chronique dans le magazine Le Lundi en 2004. Elle s signé pendant 4 ans, la chronique santé dans le Journal de Montréal. Elle rédige depuis 2015 une chronique dans le magazine La Semaine.
Elle est également sollicitée pour des congrès de tous genres et aurait été l'entraîneur personnel de la chanteuse Lara Fabian lorsque l’artiste était au Québec.
Elle est reconnue et saluée de tous par la qualité de ses 35 DVD d’exercices produits à ce jour.  À travers ces documents filmés, elle se révèle fidèle à elle-même et communique avec un enthousiasme qui ne se dément jamais sa passion et son intérêt pour la santé physique. Notons aussi son importante participation, en collaboration avec Isabelle Huot et Guy Bourgeois, à l’écriture des livres Kilo Cardio (plus de 400 000 copies vendues)  Josée a aussi signé, en solo, le livre Abdo fessiers paru aux Éditions de l’Homme en septembre 2009.  Elle a aussi publié, avec Isabelle Huot, le livre Manger et bouger au féminin, disponible également en France.

## DVD
- Maigrir et raffermir les cuisses et les fesses (1996)
- La Santé par l'étirement (2000)
- Plus ferme que jamais 1 (2000)
- Exercices prénataux: Remise en forme après l'accouchement (2001)
- Initiation au yoga (2003)
- Le ballon d'exercices (2004)
- Plus ferme que jamais 2 (2006)
- Toujours 20 ans (2006)
- La bougeotte (2006)
- Danser pour la forme. Les rythmes latins (2007)
- Danser pour la forme. Les rythmes country (2007)
- Danser pour la forme. Les rythmes disco (2007)
- Défi diète: retrouvez la forme (2009)
- Abdos fessiers (2009)
- Kilo cardio LE DVD (2010)
- Pilates: Ventre, fesses et cuisses (2010)
- Ado cardio danse (2012)
- Bouger à votre rythme (2012)
- Cardio step et tonus (2013)
- Maternité Santé (2015)

## Productions
La plupart de ses DVD d'entraînement sont produits par MUSICOR /TVA et dans ses débuts par  Productions MAJ (une propriété de l'athlète Jean-Marc Saint-Pierre et de son associé, André Douillard).